# Comostolopsis tmematica
Comostolopsis tmematica là một loài bướm đêm trong họ Geometridae.